# Rhododendron thayerianum
Rhododendron thayerianum är en ljungväxtart som beskrevs av Alfred Rehder och E.H. Wilson. Rhododendron thayerianum ingår i släktet rododendron, och familjen ljungväxter. Inga underarter finns listade i Catalogue of Life.